# Пітер Паркер (Кіновсесвіт Marvel)
Пі́тер Па́ркер (англ. Peter Parker) — персонаж з медіафраншизи Кіновсесвіту Marvel (КВМ), заснований на однойменному персонажі Marvel Comics — широко відомий під його псевдонімом Люди́на-паву́к / Спа́йдермен (англ. Spider-Man). Його роль виконує Том Голланд. Паркер зображений як учень середньої школи Мидтаунської школи науки і техніки, який отримав павукоподібні здібності після того, як його укусив радіоактивний павук, і з тих пір Пітер Паркер таємно діяв як дружелюбний сусід. Пізніше його завербує Тоні Старк, який стає його наставником і приєднює до Месників.
Версія персонажа Голланда є наступником Пітера Паркера, якого зіграв Тобі Маґвайр у трилогії Сема Реймі (2002—2007) та Пітера Паркера з дилогії Марка Вебба «Нова людина-павук» (2012—2014), якого грає Ендрю Ґарфілд, обидва повторюють свої ролі, приєднуючись до мультивсесвіту Кіновсесвіту Marvel і з'являються разом з Голландом у «Людина-павук: Додому шляху нема» (2021).
Станом на  2021, персонаж є однією з центральних фігур КВМ, знявшись у п'яти фільмах, а також появився у анімаційному серіалі «А що як…?» (2021), у якому його озвучує Гадсон Темз. Він також ненадовго появився в сцені після титрів у фільмі Всесвіту Людини-павука від Sony «Веном 2: Карнаж» (2021) і в фільмі «Людина-павук: Додому шляху нема» (2021), а також у майбутньому анімаційному серіалі під назвою Людина-павук: Першокурсник, який є приквелом «Капітана Америки: Громадянська війна» (2016). У фільмі «Залізна людина 2» (2010) син режисера Джона Фавро Макс з'являється дитиною в масці Залізної людини, яку Залізна людина рятує від дрона. Цей момент став ретконом, представленням молодого Паркера, що було підтверджено в 2017 році Голландом, продюсером Кевіном Файґі та Джоном Воттсом, режисером фільмів про Людину-павука. Зображення Голландом Паркера принесло акторові світові популярність та низку нагород.

## Концепція та створення

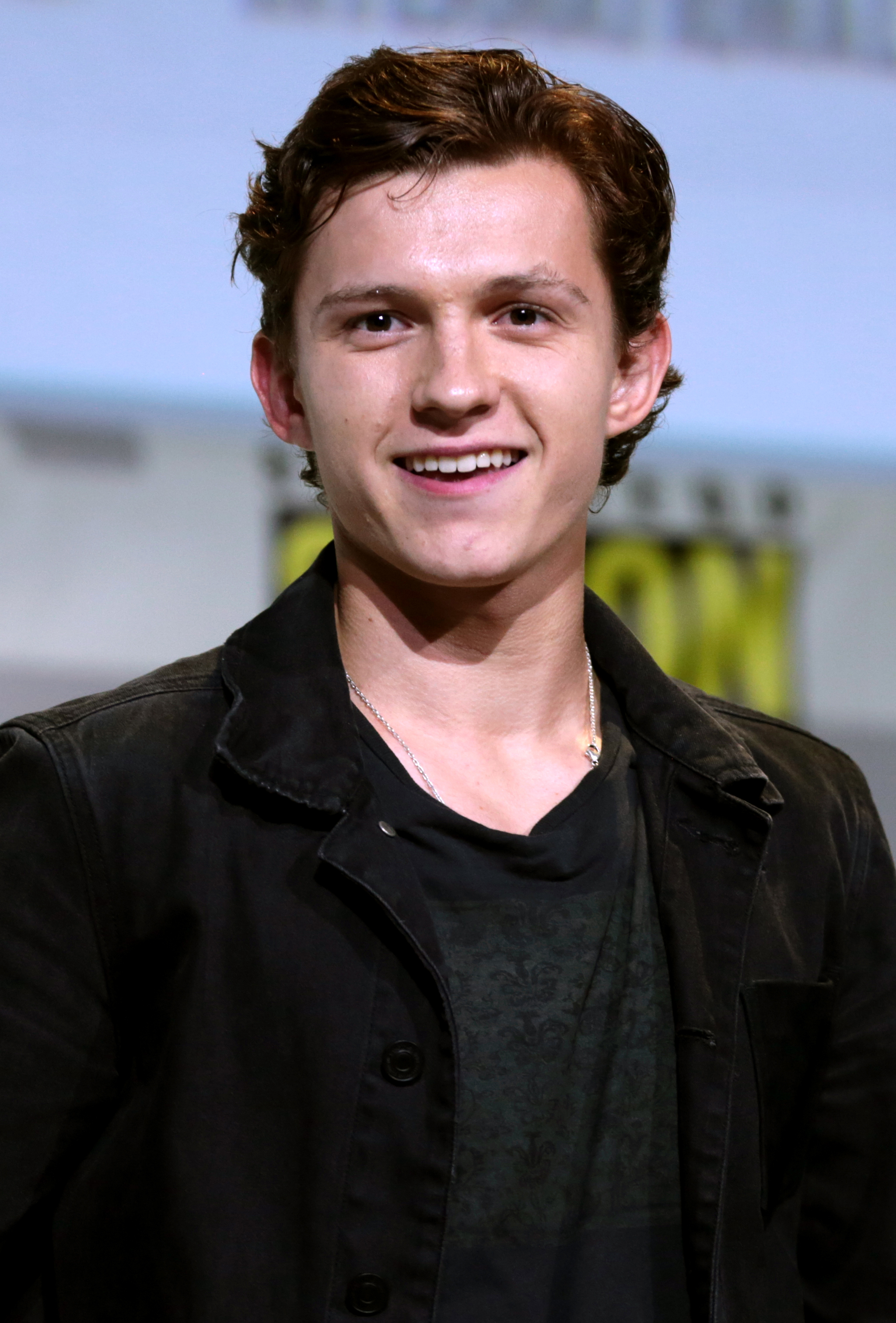
Голланд на Comic-Con в Сан-Дієго 2016.

Пітер Паркер вперше відбувся як персонаж коміксів в коміксі-антології Amazing Fantasy #15 (серпень 1962 року). Після сплеску підліткового попиту на комікси редактор і головний сценарист Marvel Comics Стен Лі хотів створити персонажа, з яким підлітки могли б ототожнитися. Лі процитував борця зі злочинністю Павука в журналі і заявив, що його надихнуло те, що він побачив, як павук піднявся на стіну, додавши у своїй автобіографії, що він так часто розповідав цю історію, що не впевнений, чи це правда. Лі «хотів, щоб персонаж був дуже людяним хлопцем, тим, хто робить помилки, хто хвилюється, хто отримує прищі, має проблеми зі своєю дівчиною тощо». Тим часом у Джека Кірбі був неопублікований персонаж, над яким він співпрацював із Джо Саймоном у 1950-х роках, у якому хлопчик-сирота, що живе зі старою парою, знаходить чарівний перстень, який наділяв його надлюдськими здібностями. Лі та Кірбі провели сюжетну конференцію, і Лі наказав Кірбі конкретизувати персонажа та намалювати кілька сторінок. Не задоволений сюжетом Кірбі, Лі передав проєкт Стіву Дітко, який розробив персонажа з костюмом з маскою для обличчя, силою чіпляння та зап'ястям. Під керівництвом Лі персонаж «став студентом середньої школи Пітером Паркером, який отримує свої павукові здібності після укусу радіоактивного павука».
Токусацу (живу дію) серії має оригінальний характер по імені Такуя Yamashiro припускаючи мантію Людини-павука, " Supaidā-Man « була проведена Toei і етеру в Японії з 1978 по 1979 році. Персонаж був представлений у трилогії бойових фільмів режисера Сема Реймі з Тобі Маґвайром у головній ролі в ролі головного супергероя. Третє продовження спочатку планувалося випустити в 2011 році, але пізніше Sony вирішила перезавантажити франшизу з новим режисером і акторським складом. Перезавантаження під назвою Нова Людина-павук, було випущено в 2012 році; режисер Марк Вебб і Ендрю Ґарфілд у головній ролі в ролі нової Людини-павука, подальшим продовженням у 2014 році.
Після злому комп'ютерів Sony Pictures у листопаді 2014 року були опубліковані електронні листи між співголовою Sony Pictures Entertainment Емі Паскалем і президентом Дугом Белградом, в яких говорилося, що Marvel хоче включити Людину-павука (права на фільм якої ліцензовані Sony) у Кіновсесвіт Marvel, але вважалося, що переговори між студіями щодо цього зірвались. Однак у лютому 2015 року студії уклали ліцензійну угоду на використання Людини-павука у фільмі КВМ, і звіти вказували, що персонаж справді з'явиться у Громадянській війні. Згідно з угодою, Sony Pictures продовжуватиме володіти, фінансувати, розповсюджувати та здійснювати остаточний творчий контроль над фільмами про Людину-павука. Наступного місяця головний директор Marvel Entertainment Джо Кесада вказав, що буде використана версія персонажа Пітера Паркера, що Файґі підтвердив у квітні. Файґі також заявив, що Marvel працювала над тим, щоб додати Людину-павука до КВМ принаймні з жовтня 2014 року. Наступного червня Файґі пояснив, що початкова угода Sony не дозволяє персонажу з'являтися в жодному телевізійному серіалі КВМ, оскільки він був „дуже конкретним… з певною кількістю дозволених дій“. Того ж місяця компанії оголосили, що після багатьох прослуховувань Том Голланд був обраний на роль Людини-павука в КВМ. Том Голланд дебютував у ролі Людини-павука у „Громадянській війні“, а потім знявся у фільмі „ Людина-павук: Повернення додому“ (2017); режисер Джон Воттс. Голланд повторив свою роль Людини-павука у фільмах „Месники: Війна нескінченности“ (2018), Месники: Завершення» (2019) та «Людина-павук: Далеко від дому» (2019).
У серпні 2019 року переговори між Sony і Marvel зірвалися, що залишило майбутнє персонажа в КВМ невизначеним. Однак наступного місяця компанії погодилися на нову угоду про повернення «Людини-павука» в КВМ, починаючи з "Людина-павук: Додому шляху нема, який вийде 16 грудня 2021 року. Disney забезпечить 25 % бюджету фільму і отримає 25 % його прибутку. Голланд заявив, що наразі майбутній фільм стане останнім фільмом у його поточній угоді, де він зіграє цього персонажа.

### Характеристика
Том Голланд вперше з'являється як Пітер Паркер у КВМ у фільмі «Капітан Америка: Громадянська війна», де його завербував Тоні Старк, щоб допомогти йому заарештувати Капітана Америку та його Месників. Продюсер Кевін Файґі сказав, що Паркер буде розриватися між ідеологіями супергероїв, сказавши: «Чи хоче він бути схожим на цих інших персонажів? Він не хоче мати нічого спільного з цими іншими персонажами? Як це впливає на його досвід, будучи цим приземленим, але надпотужним героєм? Це все те, з чим грали Стен Лі та Стів Дітко в перші 10 років його коміксів, і з якими тепер ми можемо грати вперше у фільмі». Приєднуючись до Тоні Старка, Ентоні Руссо сказав, що, незважаючи на те, що він вступив у конфлікт після того, як дві фракції сформувались і не мав значних політичних інвестицій, вибір Паркера зумовлений «дуже особистими відносинами», які він розвиває зі Старком. Руссо сподівалися «використати дуже логічний, реалістичний і натуралістичний підхід до персонажа» порівняно з попередніми фільмами. Ентоні Руссо додав, що введення персонажа повинно відповідати «тому специфічному тональному стилістичному світу» КВМ, а також тону, встановленому режисерами у Зимового солдата, сказавши: «Це трохи більш обґрунтоване і трохи більш жорстко сучасне». З Паркером це «сильно розфарбовує наш вибір». Що стосується костюма Людини-павука, Джо Руссо описав його як «трохи більш традиційний костюм, який вплинув на Стіва Дітко», і що у фільмі буде досліджуватися, як костюм працює, зокрема, механічні очі.
Зображення Пітера Паркера в КВМ опускає дядька Бена Паркера, смерть якого була важливою подією як у коміксах, так і в попередніх фільмах Sony. Єдиним винятком є епізод «А що як... Зомбі?!», де Паркер згадує всіх, хто помер у своєму житті в хронології епізоду.
Ще одна зміна — це близькі батьківські стосунки Паркера зі Старком. Це було частково адаптовано з фільму Дж. Майкла Страчинського про The Amazing Spider-Man (з № 519 до № 536), перших п'яти випусків обмеженої серії Civil War та Ultimate Comics, де Старк і Паркер спільно навчаються. відносини. Деяким критикам не сподобалося, що Паркер покладався на Старка, на відміну від попередніх кінематографічних зображень Людини-павука, які показували персонажа більш самовпевненим; кілька власних костюмів Людини-павука Паркера в КВМ також розроблені Старком або побудовані Паркером за технологією Stark Industries, тоді як у коміксах Паркер розробив і сконструював свої костюми повністю сам.
Відносини Пітера з Мері Джейн Вотсон або Ґвен Стейсі не існують у КВМ, натомість він закохується в однокласницю Мішель «ЕмДжей» Джонс, після того, як його попередня закоханість у Ліз пройшла.

## Поява
- Сцена у фільмі «Залізна людина 2» (2010) зображує хлопчика в дитячій масці Залізної людини, який мужньо стоїть перед одним із роботів Джастіна Гаммера, який прицілюється в нього. Якраз вчасно хлопчика рятує Тоні Старк / Залізна людина. Том Голланд підтвердив в інтерв'ю 2017 року, що заднім числом було прийнято рішення, що хлопчик був Пітером Паркером.[39] Макс Фавро, син режисера Джона Фавро, грає молодого Пітера Паркера.[40]
- Перша згадка про Людину-павука у кіновсесвіті Marvel після угоди з Sony є в кінці «Людини-мурахи». За словами режисера Пейтона Ріда[41] посилання репортер на Сема Вілсона / Сокіл, який шукає Людину-мураху. Журналіст зазначає: «Ну, сьогодні ми все маємо. У нас є хлопець, який стрибає, у нас є хлопець, який гойдається, у нас є хлопець, який повзає по стінах, треба бути більш конкретним».
- Перше поява Пітера Паркера на екрані кіновсесвіту Marvel відбувається у фільмі «Капітан Америка: Громадянська війна» (2016), коли Тоні Старк наймає його для боротьби разом із своєю фракцією Месників. Голланд вирішив не читати весь сценарій Громадянської війни, щоб уникнути потенційного витоку інформації про сюжет.[42]
- У фільмі «Людина-павук: Повернення додому» режисера Джона Воттса[43][44] Паркер поєднує своє шкільне життя зі своїми обов'язками Людини-павука, його наставником є Тоні Старк, коли він бореться з нелегальним продавцем зброї, відомим як Гриф.[25]
- У «Месниках: Війна нескінченности» Паркер приєднується до Старка, Стівена Стренджа, Пітера Квіла, Дрекса і Мантіс у боротьбі з Таносом на планеті Титан. Зрештою, Паркер є однією з жертв блиму.[45]
- У «Месниках: Завершення» Паркер повертається до життя і приєднується до останньої битви проти альтернативного Таноса. Потім він відвідує похорон Старка і повертається до середньої школи.[46]
- У «Людина-павук: Далеко від дому»[47] Паркер подорожує зі своїми відновленими однокласниками Європою в літню подорож, але повертається до супергероїзму, коли Талос (переодягнений як Нік Ф'юрі) вербує його, щоб об'єднатися з Містеріо проти елементалів. Після того, як Паркер дізнається, що Містеріо є справжнім виконавцем атак, він перемагає дронів і Містеріо. Наприкінці, Дж. Джон Джеймсон підставив його, використовуючи кадри, зроблені Містеріо, про його вбивство, і його особистість викривається.
- У «А що як…?», варіант Паркера в альтернативній часовій лінії з'являється як Людина-павук-мисливець на зомбі, в якому він є одним із вижилих Месників, які не заразилися квантовим вірусом зомбі.[48][49]
- У фільмі «Людина-павук: Додому шляху нема» Паркер стикається з кризою ідентичности і шукає допомоги у Стренджа, стикаючись із різноманітними загрозами.[30][50]
- Мультсеріал під назвою «Людина-павук: рік першокурсника» досліджує ранні дні Паркера як Людини-павука, що відбуваються до подій Громадянської війни.[51]

## Біографія вигаданого персонажа

### Раннє життя
Пітер Паркер народився 10 серпня 2001 року у Форест-Гіллз, Квінз.  Більшу частину свого життя його виховували дядько Бен Паркер та його тітка Мей Паркер після смерті батьків. У 2011 році на виставці Stark Expo Паркера атакував безпілотник, але його врятувала Залізна Людина.

### Громадянська війна та протистояння Стерв'ятнику
У 2016 році Паркер — підліток у середній школі, який живе зі своєю тіткою Мей Паркер у Квінзі, штат Нью-Йорк. У своїй квартирі він зустрічає Тоні Старка, який показує, що знає, що Паркер — Людина-павук, і залучає його до стажування. Після відправлення до Німеччини Паркерові дають новий костюм Людини-павука, надісланий від Старка, і його привозять в аеропорт Лейпциґа/Галле, щоб допомогти Старку, Джеймсу Роудсу, Наташі Романовій, Т'Чаллі і Віжену в боротьбі зі Стівом Роджерсом, Бакі Барнсом, Семом Вілсоном, Вандою Максимовою, Клінтом Бартоном і Скоттом Ленґом. Незважаючи на це, Паркер є шанувальником Роджерса, який сам поважає хоробрість Паркера, і, зіткнувшись один з одним, вони обмінюються, звідки вони обидва в Нью-Йорку. Паркер спочатку ненадовго виводить з ладу Барнса і Вілсона, перш ніж битися з Ленгом у його гігантській формі, і врешті-решт може допомогти йому спіткнутися. Після закінчення бою Старк забирає його додому.
Через 2 місяці Паркер продовжує балансувати своїм життям як старшокласник, виконуючи свої обов'язки супергероя Людини-павука. Одного разу вночі Паркер повертається додому, щоб знайти свого найкращого друга Неда Лідса в своїй кімнаті, який дізнається його особу супергероя. Лідс обіцяє нікому не розповідати. Пізніше Паркер і Лідс відвідують шкільну вечірку, але Паркер негайно йде і рятує Аарона Девіса, коли той намагається придбати зброю Читаурі у Джексона Брайса і Германа Шульца, дозволяючи дилерам втекти, але Паркер слідує за ними, перш ніж його спіймає їхній бос Адріан Тумс.. Тумс скидає Паркера в озеро, і Паркера рятує один із костюмів Старка, який стежить за Паркером через костюм. Під час академічної поїздки з десятиборства до Вашингтона, округ Колумбія, Паркер і Лідс відключають трекер Старка в костюмі Паркера. Після повернення в Нью — Йорк, Паркер захоплює новий покупець Toomes ' Mac Gargan на борту Staten Island Ferry, але Toomes тікає і збоями зброю розриває паром навпіл. Паркеру, який не може полагодити пором, допомагає Старк, який прибуває і рятує пасажирів. Після цього Старк конфіскує костюм Паркера як покарання за його нерозсудливість. Пізніше Паркер дізнається, що Тумс є батьком його шкільної закоханости Ліз. Під час поїздки на шкільний танець додому, на який Паркер і Ліз готувалися разом, Тумс приходить до висновку, що Паркер — Людина-павук. Висадивши Ліз на танці, Тумс погрожує Паркеру не втручатися в його плани. Незважаючи на попередження Тумса, Паркер кидає Ліз, щоб знайти Тумса, хоча Шульц потрапляє в засідку на шкільній стоянці. За допомогою Лідса Паркер перемагає Шульца і знаходить Тумса, який запланував захопити літак Damage Control, який транспортував зброю Месникам. Після того, як пошкоджений костюм Тумса вибухає, Паркер рятує Тумса і залишає його заарештувати. Ліз сердиться на Паркера за те, що він знову її кинув, і зі сльозами повідомляє йому, що вони з матір'ю переїдуть. Пізніше Паркер отримує повідомлення від Геппі Гоґана, який перебуває в школі і відвозить Паркера до комплексу Месників. Там Старк вітає його і пропонує Паркеру приєднатися до Месників, але він відмовляється. Повернувшись додому, Паркер дізнається, що Старк повернув свій костюм, і до Мей його спіймають у костюмі Людини-павука.

### Війна нескінченности та воскресіння
У 2018 році, відправляючись у екскурсію, Паркер бачить космічний корабель над Нью-Йорком і просить Неда прикрити його, коли він виходить із шкільного автобуса. Він допомагає Старку відбиватися від Кулла Обсидіана, який каже йому допомогти Стівену Стренджу, якого захоплює Ебоні Мо. Паркер слідує за Мо до його космічного корабля, що спонукає Старка полетіти в космос і врятувати Паркера. Він і Старк рятують Стренджа і вбивають Мо, а Старк оголошує Паркера Месником. Після приземлення на планету Титан вони стикаються з Пітером Квілом, Дрексом і Мантіс, перш ніж усвідомити, що вони на одному боці. На їх подив, Стрендж стає свідком 14 000 605 можливих результатів конфлікту героїв, лише в одному з яких герої перемагають. Після прибуття Таноса їхній план позбавити його від Рукавиці невдалий після того, як Квілл саботує його. Після того, як Танос кидає в них один із супутників Титана, Паркер рятує непритомних Богомолицю, Квіла, Дрекса та Небули. Не маючи успіху в тому, щоб зупинити Таноса від збору всіх каменів нескінченности, Таносу вдається стерти половину всього життя у Всесвіті, в результаті чого Паркер розпадеться.
У 2023 році Брюс Беннер повернув Паркера як і інших після блиму, а Стрендж привів його через портал до зруйнованого комплексу Месників, щоб приєднатися до останньої битви проти альтернативного Таноса. Під час битви Паркер бореться з Автрайдерами і несе рукавицю Старка, перш ніж віддати її Керол Денверс. Після того, як Старк жертвує собою, щоб виграти битву, Паркер відвідує його похорон і повертається до середньої школи.

### Шкільні канікули
У 2024 році Паркер, все ще оплакуючи смерть Старка, відвідує шкільну літню поїздку до Європи з Лідсом та іншими однокласниками, в якій він планує розкрити свої романтичні почуття до свого однокласника ЕмДжей. Під час подорожі Паркер і його однокласники стикаються з водним монстром у Венеції, якого перемагає невідомий чоловік на ім'я Квентін Бек. Нік Ф'юрі звертається до Паркера, щоб допомогти у битві проти елементалів, і призначає Бека товаришем по команді Паркера, щоб перемогти їх. Ф'юрі також дає Паркеру ЕДІТ, штучний інтелект, створений Старком спочатку для свого наступника. Паркер і Бек перемагають елементалів, що залишилися в Празі. Після того, як Бек заслужив довіру Паркера, Паркер передає ЕДІТ Беку. Однак одного разу вночі, коли Паркер намагається зізнатися у своїх романтичних почуттях перед ЕмДжей, вона здогадується, що Паркер — Людина-павук, звинувачення, яке він спочатку заперечує, поки вони не виявляють шахрайства Бека у використанні голограмних проєкторів для візуального створення Елементалів, у результаті чого Точка Паркер підтверджує ЕмДжей, що він Людина-павук. Бек розкриває, що він був колишнім соратником Старка, якого звільнили за нестабільність. Паркер їде до Берліна, щоб попередити Ф'юрі про шахрайство Бека, але Бек обманув його, використовуючи свою технологію ілюзій.
Паркера ледь не залишив умирати Бек і опиняється в Нідерландах, де зв'язується з Геппі Гоґаном. Бек використовує ЕДІТ, щоб створити злиття всіх елементалів як прикриття, щоб убити однокласників Паркера в Лондоні. Зрештою, Паркер перемагає Бека і отримує ЕДІТ. Бек випадково смертельно застрелений дронами, які він мав намір використати для нападу на Паркера. Після повернення до Нью-Йорка Паркер починає свої стосунки з ЕмДжей. Покатавшись із нею містом, вони стають свідками трансляції від Дж. Джони Джеймсона з TheDailyBugle.net, яка показує підроблені кадри битви Паркера та Бека, підставляючи Паркера для атаки дрона, що призвела до смерті Бека, і розкриваючи особу Паркера як Людину-павука., до великого шоку Паркера.

### Заклинання пам'яті і помста Зеленому Гобліну
Після розкриття його таємної особистості життя Паркера перевертається через юридичні проблеми, постійне спостереження за особистим життям його та його близьких, а також широко поширений культ особистості, що боготворить Містеріо. Хоча за допомогою адвоката Метта Мердока йому вдається очистити своє ім'я на законних підставах, послідовники Джеймсона та Містеріо все ще регулярно ображають його, а його публічна ідентичність коштує йому, ЕмДжей та Неду вступу в Массачусетський технологічний інститут. Відчуваючи провину, Паркер шукає Стівена Стренджа, просячи його накласти заклинання, змусивши всіх забути, що він — Людина-павук. Стрендж погоджується використати заклинання, але це йде не так, коли Паркер продовжує додавати нові терміни до заклинання, через що Стрендж припиняє заклинання. Потім Паркер вистежує приймального офіцера Массачусетського технологічного інституту, щоб переконати її переглянути Неда і ЕмДжей для школи, але потрапляє в засідку Отто Октавіуса, вченого з іншого всесвіту з чотирма механічними кінцівками. Паркер рятує офіцера від знищення Октавіуса і незабаром його разом з Октавіусом захоплює Стрендж, який пояснює, що невдале заклинання привело до свого всесвіту людей з інших усесвітів, які знали про його таємну особистість. Дивне завдання Паркеру, Неду та ЕмДжей знайти й захопити інших «відвідувачів», щоб він міг відправити їх назад у їхні всесвіти.
Згодом Паркер знімає Флінта Марко / Пісочную людину з всесвіту Октавіуса і Макса Діллона / Електро з іншого, зустрічаючи Нормана Осборна, вченого з роздвоєністю особистості зі всесвіту Марко і Октавіуса, в офісах F.E.A.S.T. притулок для бездомних, де працює Мей. Мей заохочує Паркера допомагати лиходіям, а не боротися з ними, почуття, яке охоплює Паркер, коли він розуміє, що всі «відвідувачі» приречені на смерть від рук Людини-павука, коли вони повернуться у свої всесвіти. Стрендж вимагає, щоб Паркер дозволив їм піддатися долі, але Паркер відмовляється, заманюючи Стренджа в дзеркальному вимірі після бійки і приводячи відвідувачів до квартири Хеппі Хогана, щоб «вилікувати» лиходіїв. Спочатку він використовує технологію Старка для ремонту інгібіторного чіпа Октавіуса, відновлюючи його первісну особистість і контроль над його механічними руками, а також розробляє пристрій для утримання електрики Діллона, а також ліки від божевілля Осборна, але альтернативна особистість Осборна, Зелений Гоблін, незабаром бере верх і бореться з Паркером, дозволяючи Діллону, Марко та Курту Коннорсу / Ящірці (зі всесвіту Діллона) втекти. У наступній битві Осборн смертельно поранює Мей, яка каже Паркер, що «з великою силою має бути велика відповідальність», перш ніж померти від її ран.
Паркер впадає в глибоку депресію після смерті Мей, вирішуючи відправити лиходіїв додому і дати їм померти, оскільки він вважає, що Мей померла дарма. Його знаходять і втішають Нед і ЕмДжей, а також дві альтернативні його версії — одна з всесвіту Діллона і Коннорса, а інша з Осборна і Октавіуса — які також були перенесені заклинанням Стренджа. Альтернативні Паркери переконують його не здаватися, розповідаючи історії про втрати Гвен Стейсі та Бена Паркера відповідно, і запевняють, що смерть Мей не була даремною. Троє Пітерів Паркерів працюють разом, щоб розробити ліки для решти лиходіїв (ділячись анекдотами про життя Людини-павука), перш ніж заманити лиходіїв до Статуї Свободи для останньої битви. Незважаючи на труднощі в роботі в команді, вони зрештою підкорили й вилікували Коннорса, Марко та Діллона за допомогою вилікуваного Октавіуса. Однак, коли Осборн прибуває, мстивий Паркер жорстоко нападає на нього і ледь не вбиває його власним планером, поки Паркер з всесвіту Осборна не зупиняє його, перш ніж сам завдає удару ножем. Потім Паркер вилікує Осборна, нарешті позбавивши його від особистості Зеленого Гобліна. Доктор Стрендж, ненавмисно звільнений Недом, наполягає на повторній спробі заклинання, щоб відправити всіх назад, і Паркер просить повністю позбавити всіх від пам'яті Пітера Паркера, щоб убезпечити їх. Потім він ніжно прощається зі своїми двома альтернативними «я» і визнає свою любов до ЕмДжей, обіцяючи знайти її та Неда і розповісти їм правду про свою особистість та їхні стосунки. Після цього заклинання завершується, відсилаючи кожного назад у власні всесвіти і змушуючи всіх у його всесвіті забути про Пітера Паркера.
Після цього Паркер відвідує Неда і ЕмДжей, які тепер поняття не мають, хто він, і має намір розкрити їм свою особу, але не може змусити себе. Тепер цілком самотужки він переїжджає в нову квартиру, починає вчитися, щоб отримати General Educational Development, і вручну виготовляє новий костюм Людини-павука, щоб продовжити свою роботу героя.

## Альтернативні версії

### А що як…?
Одна альтернативна версія Пітера Паркера з'являється в мультсеріалі «А що як…?», у якому його озвучує Гадсон Темз.

#### Спалах зомбі
В альтернативному 2018 році Паркер (продається як Людина-павук мисливця на зомбі) є серед тих, хто вижив після спалаху квантового вірусу, який перетворює інфікованих на зомбі, і приєднується до інших вижилих у пошуках ліків у табір Ліхай. Після бійки із зомбованою Вандою Максимовою, він тікає з Т'Чалою та Скоттом Ленґом, відвозячи Камінь розуму до Ваканди, щоб покласти край вірусу, не підозрюючи, що на них чекає зомбований Танос.

### Людина-павук: Додому шляху нема
Дві альтернативні версії Пітера Паркера, кожна з яких походить з різних франшиз, з'являються у фільмі «Людина-павук: Додому шляху нема», будучи занесеними в КВМ зі своїх усесвітів за допомогою невдалого заклинання Доктора Стренджа.

#### З усесвіту Марка Вебба
Через деякий час після подій «Нова Людина-павук 2. Висока напруга», Пітер Паркер (грає Ендрю Ґарфілд) випадково потрапляє в КВМ і згодом починає шукати Паркера цього всесвіту. Його знаходять дівчина цього Паркера, ЕмДжей, і найкращий друг Нед Лідс, перш ніж зустріти ще одну версію себе. Цей Пітер розповідає про те, як його провина та гнів за те, що він не врятував життя Ґвен Стейсі, спричинили його надмірно агресивний і мстивий, а також стверджуючи, що після смерти Ґвен він відійшов від своєї особистости Пітера Паркера і присвятив більшу частину свого часу тому, щоб бути Людиною-павуком. Він призначає ліки для Курта Коннорса, зробивши це кількома роками раніше, і об'єднується зі своїми двома варіантами, щоб підкорити та вилікувати лиходіїв, які перетнули мультивсесвіт. Він також лікує Макса Діллона і, нарешті, примиряється з ним, запевняючи, що ніколи не вважав себе ніким. Коли ЕмДжей падає з риштувань після нападу Зеленого Гобліна, Паркер ловить і рятує її, і починає плакати, усвідомивши, що з нею все гаразд. Вилікувавши всіх лиходіїв, він ділиться емоційним прощанням зі своїми двома варіантами, перш ніж бути відправлений назад у власний всесвіт.

#### З усесвіту Сема Реймі
Через кілька років після подій «Людини-павука 3» Пітер Паркер (грає Тобі Маґвайр) випадково потрапляє в КВМ і врешті зустрічає Пітера Паркера з цього всесвіту незабаром після смерти його тітки Мей. Цей Пітер втішає його, розповідаючи про свій гнів після смерті дядька Бена, каже йому, що помста не змусить його почуватися краще, і вказує, що останні слова Мей до Пітера були тими самими словами, які сказав йому Бен. Він працює разом із двома іншими Пітерами, щоб розробити ліки від лиходіїв. Коли його запитали, чи є у нього дівчина, він каже, що його стосунки з Мері Джейн були «складними», але зрештою вдалися. Він працює зі своїми альтернативними «Я», щоб перемогти та вилікувати приїжджих лиходіїв, і возз'єднується з Отто Октавіусом. Він не дає Пітеру з КВМ вбити Зеленого Гобліна, який згодом завдає йому ножа в спину. Він переживає цю травму і ділиться емоційним прощанням зі своїм альтернативним «я», перш ніж повернутись у свій власний всесвіт.

## В інших медіа

### Фільм
- Невикористану сцену з епізодикою, яка складається з версії Людини-павука Голланда, поряд із версіями Тобі Маґвайра та Ендрю Ґарфілда в анімаційному фільмі «Людина-павук: Навколо всесвіту» (2018) було вилучено.[54] Голланд також заявив, що в його версії персонажа вважалося, що є ще одна другорядна камео, яка включає сцену, де він ходить, зливаючись з натовпом в поїзді.[55]
- Голланд зняв епізодичну роль у фільмі «Веном» (2018), дії якого відбувається у всесвіті «Людина-павук» від Sony (SSU), але Marvel Studios попросила Sony виключити цю сцену.
- Голланд з'являється в епізодиці, повторюючи свою роль у КВМ у ролі Пітера Паркера в сцені в середині титрів «Веном 2: Карнаж» (2021), де з'ясовується, що етер Дж. Джона Джеймсона, який звинувачує Пітера в «вбивстві» Містеріо, був свідком переміщений у Всесвіті Едді Брок і його напарник-симбіот Веном.[56]

### Відео ігри
- Усі поточні костюми Людини-павука з кіновсесвіту Marvel доступні в грі Marvel's Spider-Man 2018 року, розробленій Insomniac Games для PlayStation 4 і PlayStation 5.

### Тематичні парки
- Том Голланд повторює свою роль Пітера Паркера / Людини-павука у Web Slingers: A Spider-Man Adventure, інтерактивній атракціоні, яка відкрилася в кампусі Месників у Disney California Adventure 4 червня 2021 року та запланована на відкриття в парку Walt Disney Studios пізніше.[57]

## Відзнаки
Голланд отримав численні номінації та нагороди за роль Пітера Паркера.
| Рік  | Фільм                               | Нагорода                           | Категорія                                       | Результат | Посилання |
| ---- | ----------------------------------- | ---------------------------------- | ----------------------------------------------- | --------- | --------- |
| 2016 | Капітан Америка: Громадянська війна | Премія Golden Schmoes              | Проривний виступ року                           | Перемога  | [ 58 ]    |
| 2016 | Капітан Америка: Громадянська війна | Teen Choice Awards                 | Вибір фільму: Викрадач сцени                    | Номінація | [ 59 ]    |
| 2017 | Капітан Америка: Громадянська війна | Нагороди Імперії                   | Кращий чоловік-новачок                          | Номінація | [ 60 ]    |
| 2017 | Капітан Америка: Громадянська війна | Нагороди Сатурн                    | Найкраща роль молодшого актора                  | Перемога  | [ 61 ]    |
| 2017 | Людина-павук: Повернення додому     | London Film Critics' Circle Awards | Молодий британський/ірландський виконавець року | Номінація | [ 62 ]    |
| 2017 | Людина-павук: Повернення додому     | Teen Choice Awards                 | Найпопулярніша кінозірка                        | Номінація | [ 63 ]    |
| 2017 | Людина-павук: Повернення додому     | Teen Choice Awards                 | Вибір літнього кіноактора                       | Перемога  | [ 63 ]    |
| 2018 | Людина-павук: Повернення додому     | Нагороди Сатурн                    | Найкраща роль молодшого актора                  | Перемога  | [ 64 ]    |
| 2018 | Месники: Війна нескінченности       | Teen Choice Awards                 | Найкращий актор бойовика                        | Номінація | [ 65 ]    |
| 2019 | Людина-павук: Далеко від дому       | Teen Choice Awards                 | Вибір літнього кіноактора                       | Перемога  | [ 66 ]    |
| 2019 | Людина-павук: Далеко від дому       | Нагороди Сатурн                    | Найкраща роль молодшого актора                  | Перемога  | [ 67 ]    |
| 2019 | Людина-павук: Далеко від дому       | Нагорода People's Choice Awards    | Чоловіча кінозірка 2019 року                    | Номінація | [ 68 ]    |
| 2019 | Людина-павук: Далеко від дому       | Нагорода People's Choice Awards    | Зірка бойовиків 2019 року                       | Перемога  | [ 68 ]    |